# HD 265866
HD 265866 — одиночная звезда в созвездии Близнецов на расстоянии приблизительно 18 световых лет (около 5,6 парсек) от Солнца. Видимая звёздная величина звезды — +10,034m.
Вокруг звезды обращается, как минимум, одна планета.

## Характеристики
HD 265866 — красный карлик спектрального класса M3V, или K0. Масса — около 0,36 солнечной, радиус — около 0,364 солнечного, светимость — около 0,0169 солнечной. Эффективная температура — около 3338 K.

## Планетная система
В 2020 году командой астрономов у звезды обнаружена планета GJ 251 b.
В 2019 году учёными, анализирующими данные проектов HIPPARCOS и Gaia, у звезды обнаружена планета HIP 33226 c.